# Lutz Halfter
Lutz Halfter (* 5. September 1955 in Berlin) ist ein deutscher Schlagzeuger.

## Werdegang
Lutz Halfter studierte Schlagzeug am Berklee College of Music in Boston und an der damaligen Hochschule der Künste in Berlin. Danach arbeitete er bei mehreren Orchestern und Theatern in Berlin und begleitete zahlreiche Künstler (u. a. Jocelyn B. Smith, Veronika Fischer, Reinhard Mey) auf Tourneen und im Studio. Außerdem gehörte er zur Band der satirischen Fernsehsendung Scheibenwischer des Sender Freies Berlin (SFB).
Halfter ist unter anderem Mitglied der Band 55 Fifty Five (seit 2009) und der Formation B3.

## Projekte
- 1994 Mehr verliebte Lieder
- 2005 Besuchten mich Engel ...